# Đại sảnh

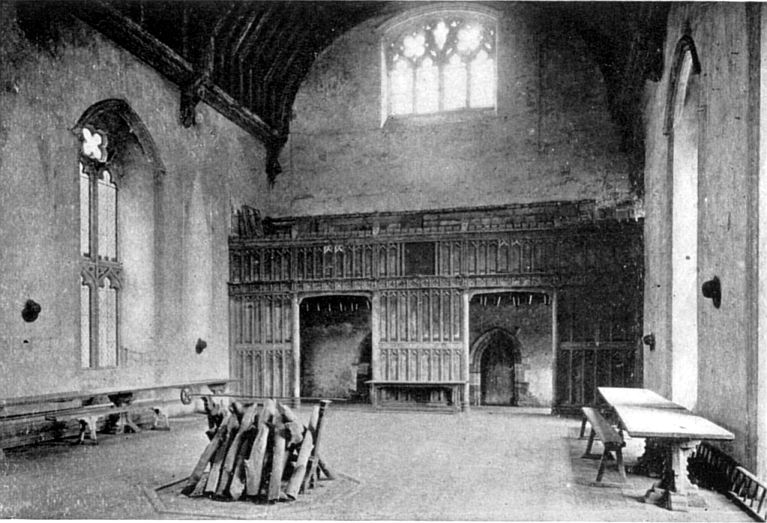
Một đại sảnh của châu Âu Trung cổ

Sảnh (chữ Hán:廳) là căn phòng dùng để tiếp khách, mở tiệc hay tụ hợp mọi người để làm các công việc khác. Đại sảnh (大廳) chỉ sảnh rộng trong toà nhà tương đối lớn. Khái niệm rộng hẹp, lớn nhỏ ở đây chỉ mang tính tương đối. Chữ "廳" theo phiên thiết trong các vận thư của Trung Quốc thì phải đọc là "thinh". nhưng hay bị đọc là "sảnh". Có lẽ là do lấy âm "sảnh" của chữ "省" gán cho chữ này.
Theo văn hóa phương Tây, là một căn phòng chính trong một cung điện hoàng gia, lâu đài quý tộc hoặc một thái ấp hay điền trang, sơn trang lớn cũng như những hội trường trong nhà vào thời Trung Cổ phong kiến. Từ đại sảnh nghĩa đen chỉ về những sảnh có quy mô lớn và nó không đơn giản chỉ về kích thước mà còn nhấn mạnh đến tầm quan trọng của căn phòng này. Đại sảnh chính là trung tâm của một tòa nhà và thường diễn ra các hoạt động, sự kiện quan trọng, chẳng hạn như nghị sự, thảo luận, hội nghị.
Một đại sảnh điển hình là một căn phòng hình chữ nhật và có chiều cao, chiều rộng có cửa sổ ở hai bên và nằm chính giữa tâm của tòa nhà tính từ cổng đi vào. Trong đại sảnh thường có trang trí vật dụng khá công phu và trưng bày nhiều bộ sưu tập của gia chủ, nó đóng vai trò như một phòng khách. Ở Châu Âu phong kiến, đại sảnh có thể thông qua phòng ăn hoặc thông với phòng ngủ của các gia đình lãnh chúa. Thậm chí trong đại sảnh của hoàng gia và quý tộc có phòng khách và một sảnh lớn là một căn phòng đa chức năng. Nó được sử dụng để tiếp khách và đó là nơi mà các hộ gia đình sẽ ăn cơm trưa với nhau. Vào ban đêm một số thành viên trong gia đình có thể ngủ trên sàn của đại sảnh.
Trong các tiểu thuyết võ hiệp của Trung Quốc cũng như những bộ phim kiếm hiệp, cổ trang, đại sảnh thường được chọn làm khung cảnh nền cho những sự kiện quan trọng như đại hội võ lâm, nghị sự, lễ tẩy thủ kim bồn, hoặc những sự kiện quan trọng khác trong giới võ lâm đồng đạo và đại sảnh cũng là cảnh nền cho những trận quyết đấu võ hiệp đẹp mắt.

## Văn hiến tham khảo
1. ↑  中国社会科学院语言研究所词典编辑室。现代汉语词典（第5版）。北京：商务印书馆，2005年7月。ISBN 7-100-04385-9。第1359页。
2. ↑  汉语大字典编辑委员会。汉语大字典 第二版 九卷本，2卷。湖北长江出版集团 • 崇文书局、四川出版集团 • 四川辞书出版社。2010年4月。ISBN 978-7-5403-1744-7。第975页。
3. ↑  中国社会科学院语言研究所词典编辑室。现代汉语词典（第5版）。北京：商务印书馆，2005年7月。ISBN 7-100-04385-9。第256页。
4. ↑  漢語大詞典編纂處整理。康熙字典 標點整理本。世紀出版集團、漢語大詞典出版社，2002年6月。ISBN 7-5432-0732-X。第295頁。
5. ↑  "廳". Truy cập ngày 7 tháng 2 năm 2015.